# Musaranya ratolí del mont Camerun
La musaranya ratolí del mont Camerun (Sylvisorex morio) és una espècie de mamífer de la família de les musaranyes (Soricidae). És endèmica del Camerun, on viu als montans humits tropicals o subtropicals.